# マハウェリ川
マハウェリ川（マハウェリがわ、シンハラ語: මහවැලි ගඟ, タミル語: மகாவலி ஆறு, 英: Mahaweli River）は、スリランカで最長（335km）の川。
スリランカ島の約1/5 にあたる、島内最大の流域面積（10,400 km2）を持つ。トリンコマリー湾南西部でベンガル湾へと注ぐ。この川の浸食作用によって形成された海底谷により深い水深を有するトリンコマリーは世界でも有数の自然の良港として知られている。
マハウェリ開発計画によってダムの新設などが行われ、合計でおよそ1,000km2が灌漑されている。そして6基の水力発電ダムは、国内必要電力の40％を賄う。

## 支流
- Kotmale Oya
- Hatton Oya
- Hulu Ganga
- Loggal Oya
- Uma Oya
- Badulu Oya
- Amban ganga

## 主な橋
- マナンピティヤ・ブリッジ

## 参照
1. 1 2 3  高橋裕、寶馨、野々村邦夫、春山成子 編『全世界の河川辞典』丸善出版、2013年、617頁。
2. ↑  Room, Adrian (2001-05-01). Placenames of the World. McFarland & Company. ISBN 0-7864-1814-1
3. ↑  Stoddart, David (1996-12-26). Process and Form in Geomorphology. Routledge (UK). ISBN 0-415-10527-7
4. ↑  Barry, D. (2001-06-07). Knowledge of the Land. Oxford University Press. ISBN 0-19-829601-0
5. ↑  Mahaweli Ganga